# Anomala ismeria
Anomala ismeria är en skalbaggsart som beskrevs av Ohaus 1925. Anomala ismeria ingår i släktet Anomala och familjen Rutelidae. Inga underarter finns listade i Catalogue of Life.